# Strmac Pribićki
Strmac Pribićki je naseljeno mjesto u Republici Hrvatskoj u Zagrebačkoj županiji. 

## Zemljopis
Administrativno je u sastavu općine Krašić. Naselje se proteže na površini od 2,06 km².

## Stanovništvo
Prema popisu stanovništva iz 2001. godine u Strmcu Pribićkom žive 132 stanovnika i to u 42 kućanstva. Gustoća naseljenosti iznosi 64,08 st./km².
| broj stanovnika | 53    | 80    | 102   | 114   | 109   | 125   | 116   | 150   | 153   | 195   | 184   | 172   | 156   | 125   | 132   | 111   | 83    |
|                 | 1857. | 1869. | 1880. | 1890. | 1900. | 1910. | 1921. | 1931. | 1948. | 1953. | 1961. | 1971. | 1981. | 1991. | 2001. | 2011. | 2021. |

## Znamenitosti
- Kompleks dvora i kapele sv. Marije, zaštićeno kulturno dobro